# Oedudes callizona
Oedudes callizona är en skalbaggsart som först beskrevs av Bates 1881.  Oedudes callizona ingår i släktet Oedudes och familjen långhorningar.
Artens utbredningsområde är:
- Belize.
- Guatemala.
- Honduras.

Inga underarter finns listade i Catalogue of Life.